# 高橋とよ
高橋 とよ（たかはし とよ、1903年7月15日 - 1981年3月14日）は、日本の女優である。

## 来歴・人物
1903年（明治36年）7月15日、東京府東京市（現在の東京都）に生まれる。1920年、帝国劇場附属技芸学校を卒業する。ごく初期の芸名は高橋 豊（読み同じ）。
新劇協会や築地小劇場を経て1929年、丸山定夫、薄田研二らと新築地劇団を結成した。その後東宝劇団に移り、1936年『ふるさと』にお杉役で出演、そのほか『宮本武蔵』などの舞台に立った。1935年（昭和10年）に『理想郷の禿頭』で映画初出演する。当時は高橋 豊子の芸名だった。
1946年（昭和21年）、松竹と契約。以降幅広い役柄で脇役として活躍した。1950年代には小津安二郎作品の常連となり、特に『彼岸花』『秋日和』『秋刀魚の味』の3作では作品の冒頭と末尾に出演する「若松の女将」役として出演した。1963年にフリーとなり、この頃からテレビドラマでも活躍した。
1981年（昭和56年）3月14日死去。満77歳没。著書に『パリの並木路を行く』、自伝『沸る』がある。

## 出演作品

### 映画
◎印は小津安二郎監督作品
- 街の子（1924年） - おろく 役
- 不死鳥（1947年） - 八坂もと 役
- 懐しのブルース（1948年） - 女中・まつ 役
- ◎晩春（1949年） - 林しげ 役
- 朱唇いまだ消えず（1949年） - 富枝 役
- エデンの海（1950年） - 大久保先生 役
- 初恋問答（1950年） - とく 役
- 自由学校（1951年） - 茂木夫人 役
- ◎麦秋（1951年） - 田村のぶ 役
- 純白の夜（1951年、松竹） - 女中・のぶ 役
- ブンガワンソロ（1951年、新東宝） - アイシャ 役
- ◎東京物語（1953年） - 隣家の細君 役
- 億万長者（1954年） - はん 役
- ほらふき丹次（1954年） - 小料理屋の女将 役
- 二十四の瞳（1954年） - 小林先生 役
- 腰抜け狂騒曲（1954年） - 大塚よしの 役
- 何故彼女等はそうなったか（1956年、新東宝） - 園長先生 役
- 忘れえぬ慕情（1956年） - 佐藤夫人 役[2]
- 美男をめぐる十人の女（1956年） - 大久保まさえ 役
- 土砂降り（1957年） - 須藤滋子 役
- 黒い河（1957年） - 栗原の妻 役
- 母と子の窓（1957年） - 前川夫人 役
- 美しい庵主さん（1958年、日活）
- ◎彼岸花（1958年） - 若松の女将 役
- 明日を賭ける男（1958年） - 白藤みつ 役
- 青い乳房（1958年） - 産婆 役
- ◎お早よう（1959年） - 大久保しげ 役
- 警視庁物語 顔のない女（1959年） - パリス化粧販売部長 役
- 人間の壁（1959年） - 須藤先生 役
- ◎浮草（1959年） - あい子の母 役
- 警視庁物語 顔のない女（1959年） - パリス化粧販売部長 役
- パイナップル部隊（1959年） - 熊谷の母 役
- 名づけてサクラ（1959年） - 藤井君乃 役
- ◎秋日和（1960年） - 若松の女将 役
- 波の塔（1960年） - 「津の川」のおかみ 役
- 悪名（1961年） - 漁師の老妻 役
- 乾杯!ごきげん野郎（1961年） - よし枝 役
- ゼロの焦点（1961年） - 鵜原禎子(主人公)の母 役
- 二階の他人（1961年）-葉室とみ・主人公の母役
- 恋とのれん（1961年） - かね 役
- 乾杯！ごきげん野郎（1961年） - よし枝 役
- 秋津温泉（1962年） - 芸者 役
- ◎秋刀魚の味（1962年） - 若松の女将 役
- ぶらりぶらぶら物語（1962年、東宝)
- クレージーの花嫁と七人の仲間（1962年） - 杉本政子 役
- 青い山脈（1963年） - 宝屋のお内儀 役
- 拝啓天皇陛下様（1963年） - 遣り手婆さん 役
- ばりかん親分（1963年） - 海老名柱子 役
- 九ちゃん 刀を抜いて（1963年） - お才 役
- 九ちゃんの大当りさかさま仁義（1963年） - オサダ 役
- 右門捕物帖 蛇の目傘の女（1963年） - お松 役
- 続・拝啓天皇陛下様（1964年） - 産婦人科医 役
- 越後つついし親不知（1964年） - 古谷きよ 役
- 五瓣の椿（1964年） - おとよ 役
- 馬鹿まるだし（1964年） - きぬ 役
- 風と樹と空と（1964年） - 安川家のばあや 役
- 侠勇の花道 ドス (1966) - 女将 役
- 暖流（1966年） - 橋本看護婦長 役
- 大根と人参（1966年） - 料理屋の女将 役
- 望郷と掟（1966年） - とよ 役
- 白昼堂々(1968年) - 森沢タツ子　役
- 初恋宣言 (1968年)
- いれずみ無残（1968年）
- 日本ゲリラ時代（1968年） - おたけ 役
- まむしの兄弟 懲役十三回（1972年） - お熊 役

### テレビドラマ
- 青年同心隊 第10話「同心隊ハッスルす」（1965年、TBS）- おとせ
- 何処へ 第7話「甘い水・苦い水」（1966年）
- 素浪人 月影兵庫 第2シリーズ 第32話「お酒に刀が浮いていた」（1967年）
- ザ・ガードマン（1965年 - 1971年、TBS / 大映テレビ室）第185話「命を張って賭場荒し」（1968年）- 看護婦
- 寺内貫太郎一家2 第10話（1975年） - 梅本シマ
- 悪女について（1978年） - 芦屋婦長 役
- 熱中時代 刑事編 第20話「荒野の熱中ガンマン」（1979年） - 広田くに 役